# Transversale Rive Gauche
| Transversale Rive Gauche | Transversale Rive Gauche |
| ------------------------ | ------------------------ |
| Spurweite:               | 1435 mm (Normalspur)     |
|                          |                          |

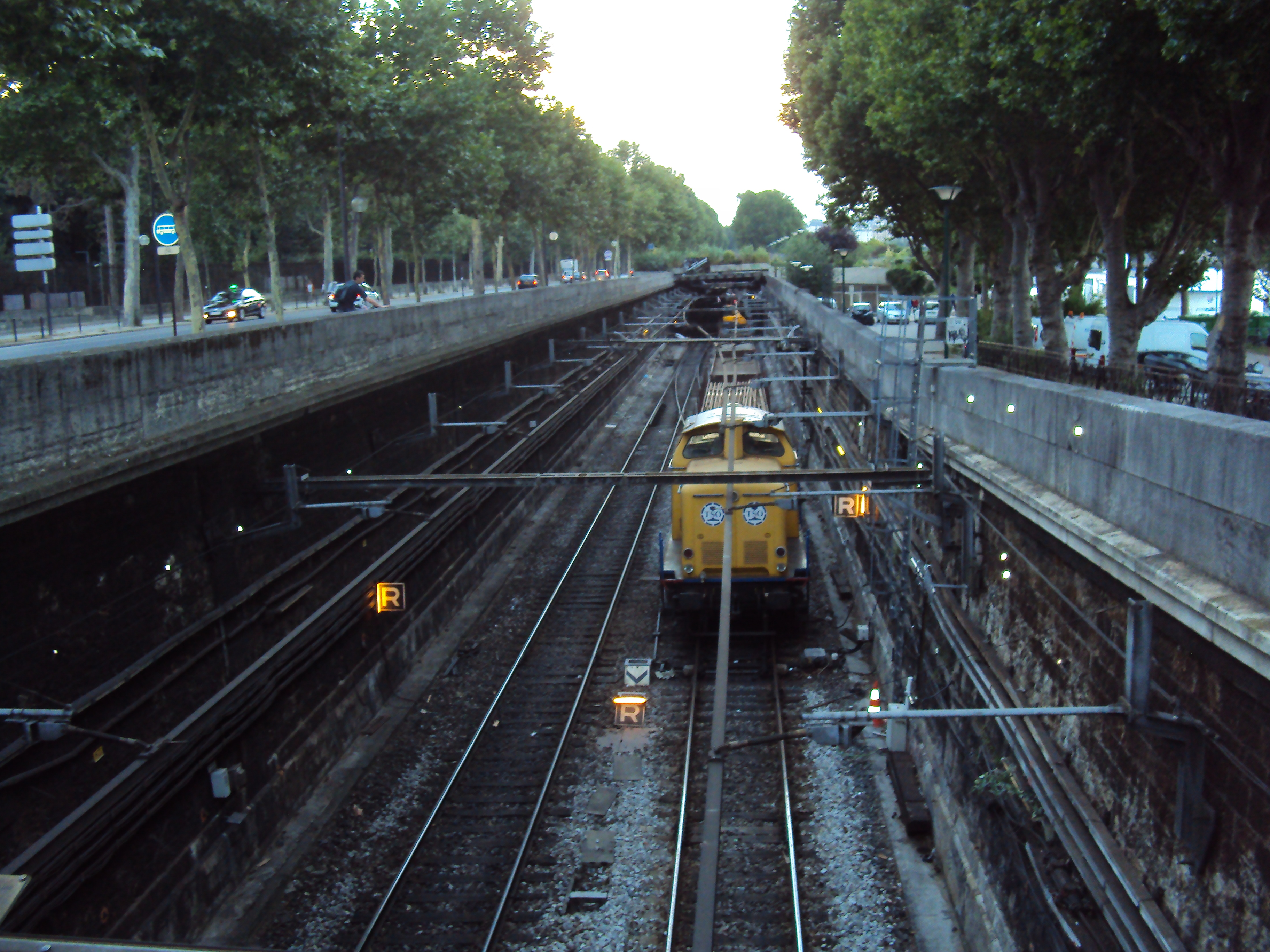
Die Transversale Rive Gauche im Einschnitt am Quai Saint-Bernard nördlich des Bahnhofs Austerlitz, Bauzug mit Diesellokomotive der Baureihe V 100

Die Transversale Rive Gauche (TRG) ist eine Bahnstrecke auf der Rive Gauche in Paris. Als zentraler Abschnitt des Liniennetzes C des Réseau express régional d’Île-de-France (RER) verbindet sie den Bahnhof Paris-Austerlitz mit der Bahnstrecke Paris-Invalides–Versailles-Rive-Gauche („Ligne des Invalides“).

## Geschichte und Beschreibung

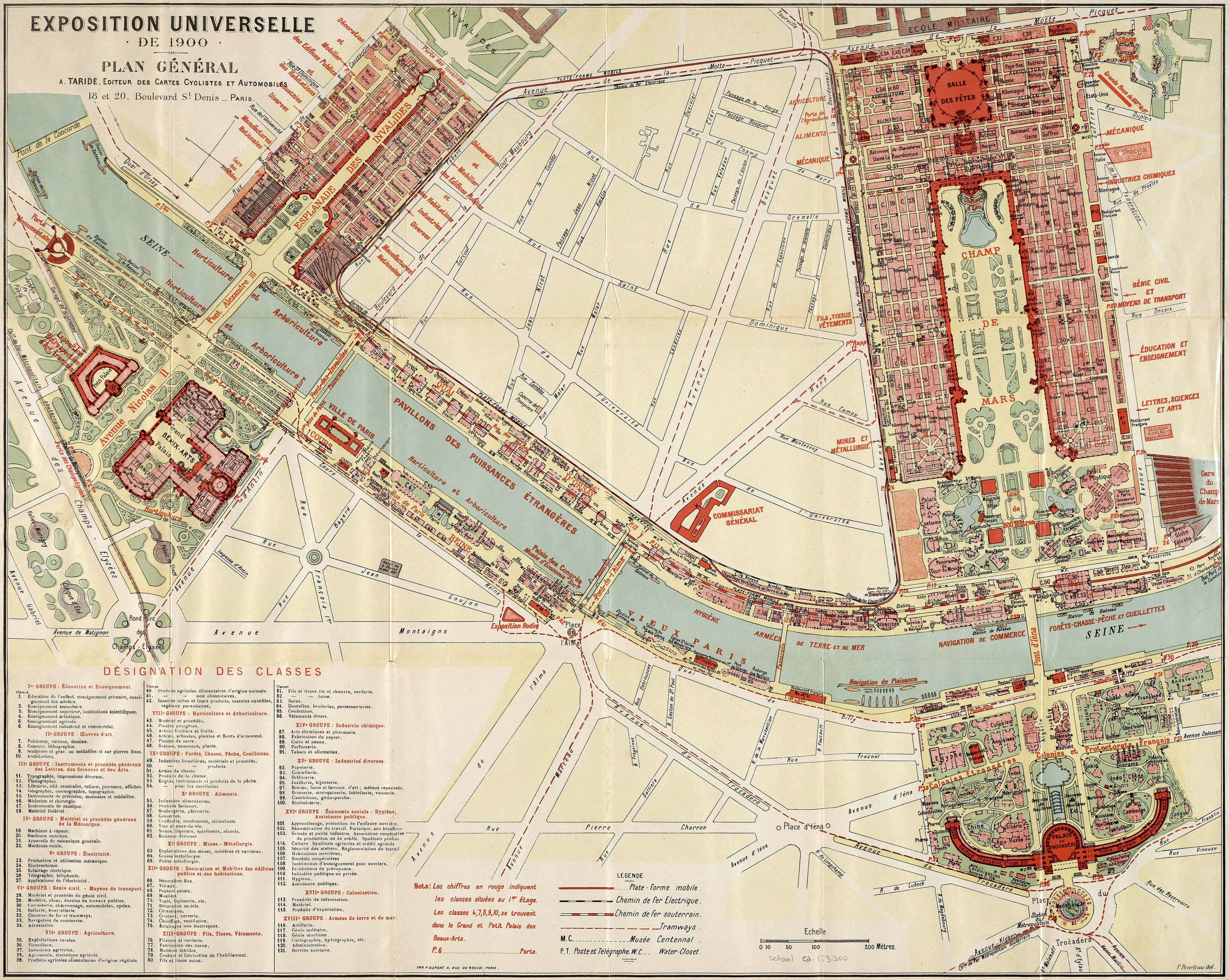
Plan der Weltausstellung von 1900 mit dem Tunnelabschnitt Gare des Invalides–Gare du Champ de Mars

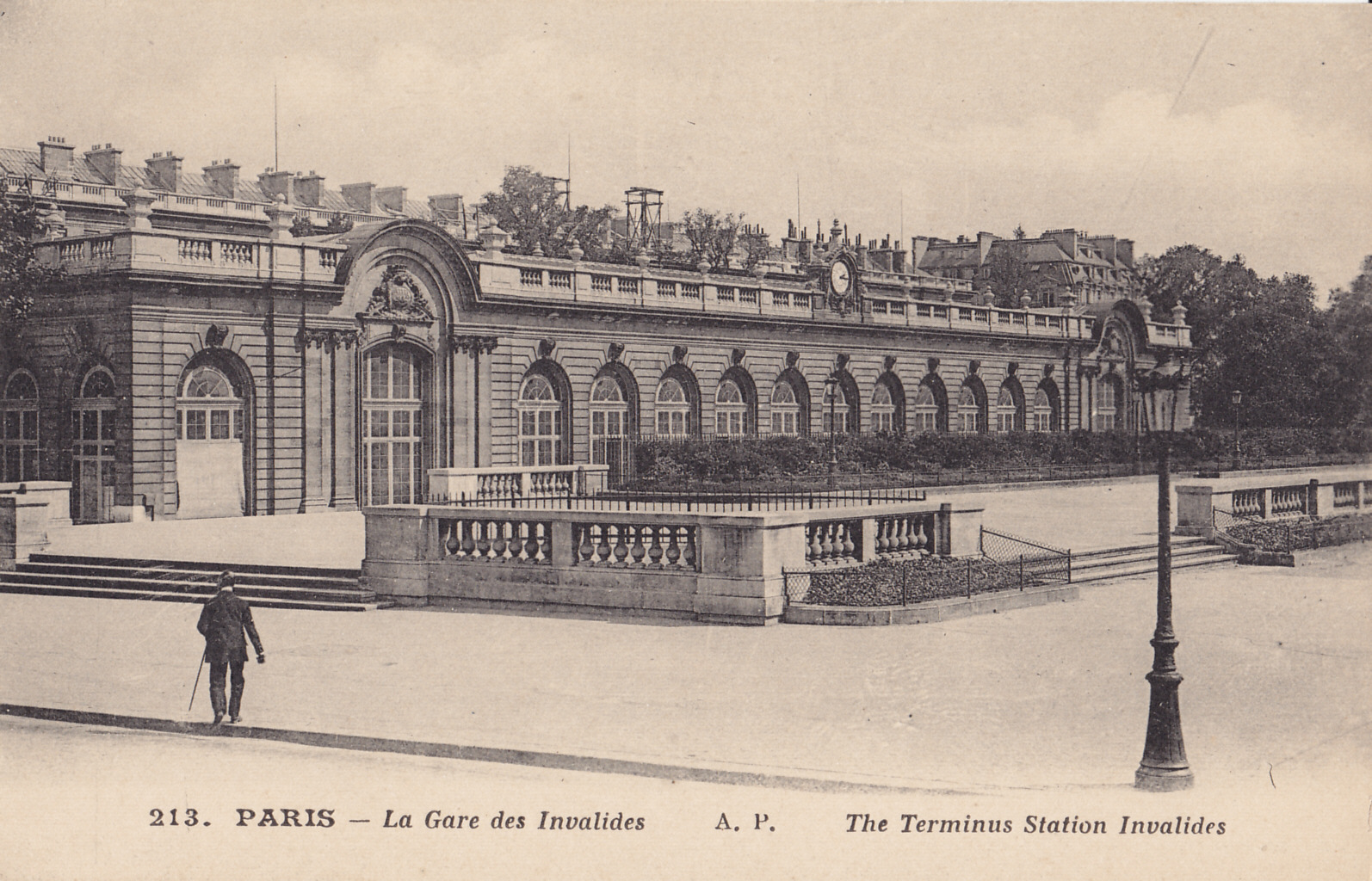
Empfangsgebäude des alten Bahnhofs Invalides an der Esplanade des Invalides

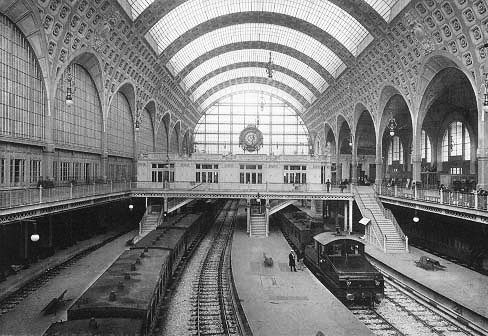
Gare d’Orsay mit seitlichen Stromschienen und Elektrolokomotive des Typs Boîte à sel (1900er Jahre)

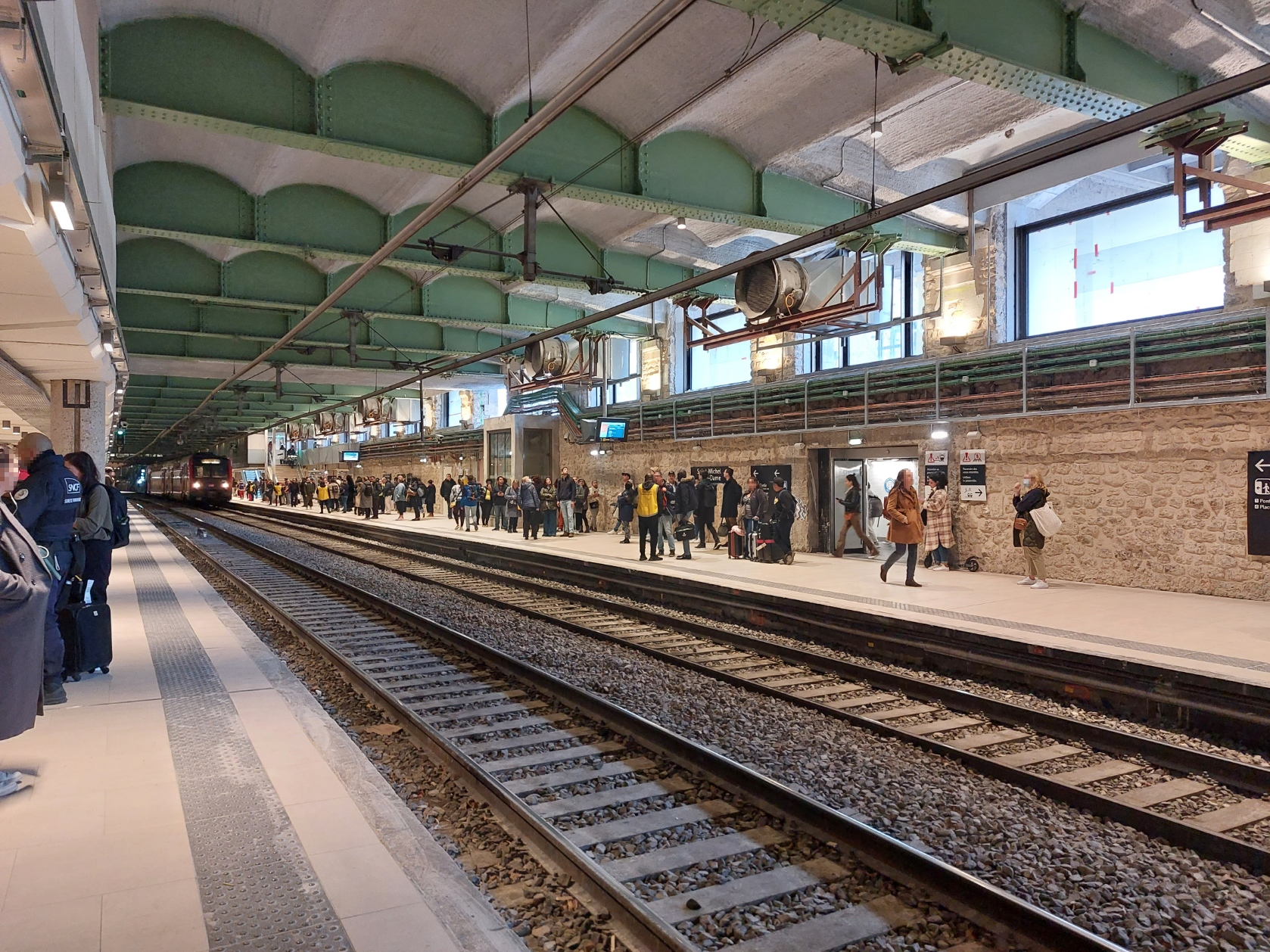
Bahnhof Saint-Michel - Notre-Dame des RER-Liniennetzes C

Anlässlich der Weltausstellung des Jahres 1900 entstanden in unmittelbarer Nähe des Ausstellungsgeländes zwei neue Bahnhöfe. Die Compagnie du Chemin de fer de Paris à Orléans (PO) verlängerte ihre Bahnstrecke Paris–Bordeaux in nordwestlicher Richtung über den Bahnhof Austerlitz hinaus bis zum neuen Endbahnhof Gare d’Orsay. Von Südwesten her baute die Compagnie des Chemins de fer de l’Ouest (Ouest) eine ebenfalls zweigleisige Strecke zu einem Kopfbahnhof an der Esplanade des Invalides. Die Verbindung zwischen diesen beiden Endpunkten längs der Seine wurde indes erst in den 1970er Jahren realisiert. Es kommt vor, dass nur diese als Transversale Rive Gauche bezeichnet wird, da die TRG nicht eindeutig definiert ist. In anderen Publikationen ist der Begriff weiter gefasst und beinhaltet zumindest den Bereich zwischen den Bahnhöfen Austerlitz und Champ de Mars - Tour Eiffel. Bei der SNCF hat sie die Streckennummern 977 000 (Champ de Mars–Invalides), 983 000 (Invalides–Musée d’Orsay) und 984 000 (Musée d’Orsay–Austerlitz).
Am 14. Juli 1900 wurde die Gare d’Orsay neuer Endpunkt für die Fernzüge der P.O. aus Richtung Orléans. Die zweigleisige Strecke dorthin verläuft parallel zur Seine; sie liegt teilweise im Einschnitt, zum Teil ist sie gedeckelt. Um Belästigung durch den Rauch der Dampflokomotiven zu vermeiden, wurde sie von Anfang an mit einer Gleichspannung von zunächst 550 V elektrifiziert und mit seitlichen Stromschienen (bzw. Dachstromschienen im Tunnelbereich) versehen. Elektrolokomotiven des Typs „Boîte à sel“ bespannten die Züge zwischen der Gare d’Austerlitz und dem viergleisigen Endbahnhof. Als Zwischenstation für den Vorortverkehr wurde 1910 an dieser Strecke der zweigleisige Bahnhof Pont Saint-Michel (heute: Saint-Michel - Notre-Dame) angelegt, der seit dem 17. Februar 1988 mit der RER-Linie B verknüpft ist.
Von Westen her baute die Ouest den Vorgänger des heutigen Bahnhofs Champ de Mars - Tour Eiffel und eine gedeckelte, ebenfalls zweigleisige Strecke längs der Seine bis zur Esplanade des Invalides. Deren neuer Fernbahnhof Gare des Invalides ging bereits am 12. April 1900 in Betrieb; er wurde während der Weltausstellung aber nur von elektrischen Triebwagen – den ersten auf französischen Eisenbahngleisen – im Pendelverkehr bedient. Die Elektrifizierung entsprach, bis auf die Dachstromschienen, jener der PO. Nach dem Ende der Weltausstellung wurde die Betondecke des Tunnels wieder geöffnet, sodass auch Dampflokomotiven – und damit Fernzüge – den Bahnhof Invalides anfahren konnten. Etwa in der Mitte dieses Abschnitts wurde zeitgleich mit der Strecke eine Zwischenstation an der Seinebrücke Pont de l’Alma eröffnet. Deren Empfangsgebäude wurde 1937 anlässlich der erneuten Deckelung der Strecke abgebrochen, das aktuelle stammt aus dem Jahr 1996.
Im Zuge der Verlängerung des elektrischen Betriebs in Richtung der Vororte über die Bahnhöfe Austerlitz und Champ de Mars hinaus wurde die Spannung auf 600 V (PO) bzw. 750 V (Ouest) angehoben. Die Elektrifizierung der Bahnstrecke Paris–Bordeaux führte im Abschnitt Gare d′Austerlitz–Gare d’Orsay 1927 zum Ersatz der Stromschienen durch Oberleitungen mit 1500 V Gleichspannung. Am 15. Mai 1935 endete der Fernverkehr im Bahnhof Invalides, dessen Gleise auf sechs reduziert wurden. Das für den verbliebenen Vorortverkehr überdimensionierte Empfangsgebäude wurde der Stadt Paris übergeben. Die Gare d’Orsay verlor wegen zu kurzer Bahnsteige 1939 den Fernverkehr; diese wurden in den 1980er Jahren gedeckelt, im Raum darüber entstand das Musée d’Orsay.
Am 1. Juli 1976 wurde im Rahmen des Schéma Directeur d’Aménagement et d’Urbanisme (SDAU) de la Région Ile de France der Bau einer unterirdischen Verbindung der Bahnhöfe Gare des Invalides und Gare d’Orsay beschlossen. 1977 begannen in offener Bauweise die Arbeiten. Die zwei ehemaligen Kopfbahnhöfe wurden zu einer viergleisigen Durchgangsstation umgebaut (Gare d’Orsay) bzw. durch eine solche ersetzt (Gare des Invalides), die Stromversorgung wurde auch westlich der Gare d’Orsay auf Oberleitung und 1500 V Gleichspannung umgestellt. In diesem Zusammenhang wurden die lange auf der „Ligne des Invalides“ eingesetzten Automotrices Standard im Mai 1979 von der Baureihe Z 5300 abgelöst.
Am 26. September 1979 wurde der 841 m lange Lückenschluss hergestellt und mit ihr die Transversale Rive Gauche etabliert. Im Jahr darauf wurde diese zum zentralen Abschnitt der Linie C Teil des Schnellbahnnetzes RER. Über sie verkehren in den Hauptverkehrszeiten bis zu 24 Züge pro Stunde und Richtung.
In den Jahren 2022/23 wurde die Station Saint-Michel - Notre-Dame modernisiert, wobei die Deckenkonstruktion aus dem Jahr 1900 freigelegt wurde.